# Transtorno de excitação sexual feminina
O transtorno de excitação sexual feminina é um transtorno caracterizado por uma incapacidade persistente ou recorrente de atingir a excitação sexual ou de manter a excitação até a conclusão da atividade sexual. O diagnóstico também pode referir-se a uma resposta inadequada de lubrificação e inchaço, normalmente presente durante a excitação e a atividade sexual. A condição deve ser diferenciada de uma perda geral de interesse pela atividade sexual e de outras disfunções sexuais, como o distúrbio orgástico ( anorgasmia ) e o distúrbio do desejo sexual hipoativo, que é caracterizado como falta ou ausência de fantasias sexuais e desejo de atividade sexual por algum período de tempo.
Embora a disfunção sexual feminina seja atualmente um diagnóstico contestado, tornou-se mais comum nos últimos anos o uso off-label de medicamentos à base de testosterona para tratar o transtorno. É um subtipo de disfunção sexual feminina. Ocorre em sofrimento devido à incapacidade de obter ou manter uma lubrificação vaginal adequada.

## Causas
Vários estudos exploraram os fatores que contribuem para o distúrbio da excitação sexual feminina e o distúrbio orgástico feminino. Esses fatores incluem fatores psicológicos e físicos. Psicologicamente, as possíveis causas do transtorno incluem o impacto das experiências da infância e da adolescência e dos eventos atuais – tanto dentro do indivíduo quanto no relacionamento atual.

### Fatores individuais
Tem havido pouca investigação sobre o impacto de fatores individuais na disfunção sexual feminina. Tais fatores incluem estresse, níveis de fadiga, identidade de gênero, saúde e outros atributos e experiências individuais, como crenças sexuais disfuncionais  que podem afetar o desejo ou a resposta sexual. Acredita-se também que a exposição excessiva à mídia de estilo pornográfico leva a uma imagem corporal deficiente, à autoconsciência e à baixa auto-estima.  A atividade sexual de um indivíduo é interrompida por um sofrimento emocional avassalador, resultando na incapacidade de obter prazer sexual. A disfunção sexual também pode ocorrer secundária a transtornos psiquiátricos maiores, incluindo depressão. 

### Fatores de relacionamento
Um conjunto substancial de pesquisas explorou o papel dos fatores interpessoais na disfunção sexual feminina, particularmente em relação à resposta orgástica. Estes estudos concentraram-se em grande parte no impacto da qualidade do relacionamento no funcionamento sexual dos parceiros. Alguns estudos avaliaram o papel de variáveis específicas do relacionamento, enquanto outros examinaram a satisfação geral do relacionamento.  Alguns estudos exploraram eventos, enquanto outros se concentraram nas atitudes como uma medida empírica do funcionamento do relacionamento. As populações de sujeitos têm variado de casais em dificuldades a clientes sexualmente disfuncionais e aqueles em relacionamentos satisfeitos.

### Contexto social
Além da experiência passada e da psicologia pessoal, o contexto social desempenha um fator:
O comportamento sexual humano também varia de acordo com o estado hormonal, o contexto social e as convenções culturais. Os hormônios ovarianos influenciam o desejo sexual feminino, mas os comportamentos sexuais específicos envolvidos são afetados pela percepção do risco de gravidez, sugerindo que a cognição desempenha um papel importante no comportamento sexual humano. 

### Fatores físicos
As estimativas da percentagem de disfunção sexual feminina atribuível a fatores físicos variaram entre 30% e 80%. Os distúrbios com maior probabilidade de resultar em disfunção sexual são aqueles que levam a problemas na função circulatória ou neurológica. Esses fatores foram mais extensivamente explorados em homens do que em mulheres. Etiologias físicas, como doenças neurológicas e cardiovasculares, têm sido diretamente implicadas na ejaculação precoce e retardada, bem como no distúrbio erétil,  mas a contribuição dos fatores fisiológicos para a disfunção sexual feminina não é tão clara. No entanto, a literatura recente sugere que pode haver um prejuízo na fase de excitação entre mulheres diabéticas. Dado que as mulheres diabéticas apresentam uma variabilidade significativa na sua resposta a esta doença médica, não é surpreendente que a influência da doença na excitação seja também altamente variável. Na verdade, a falta de uma associação clara entre distúrbios médicos e funcionamento sexual sugere que os fatores psicológicos desempenham um papel significativo no impacto destes distúrbios no funcionamento sexual. 
Kenneth Maravilla, professor de radiologia e cirurgia neurológica e diretor do laboratório de pesquisa de ressonância magnética da Universidade de Washington, Seattle, apresentou resultados de pesquisas baseadas em neuroimagem da função sexual feminina. Num pequeno estudo piloto com quatro mulheres com distúrbio de excitação sexual feminina, Maravilla relatou que houve menos ativação cerebral observada neste grupo, incluindo muito pouca ativação na amígdala. Estas mulheres também apresentaram maior ativação nas áreas temporais, em contraste com mulheres sem dificuldades sexuais, que apresentaram desativação em áreas semelhantes. Isto pode sugerir um nível aumentado de inibição com um estímulo de excitação neste pequeno grupo de mulheres.
Vários tipos de medicamentos, incluindo inibidores seletivos da recaptação de serotonina (ISRS), podem causar disfunção sexual e no caso dos ISRS e IRSN, essas disfunções podem se tornar permanentes após o término do tratamento. 
Um terço das mulheres transexuais pós-operatórias experimentam o transtorno aproximadamente consistente com as mulheres na menopausa. O HSDD em mulheres transexuais é causado em grande parte pela falta de testosterona, especialmente depois que as gônadas são removidas durante a cirurgia inferior, já que os andrógenos são produzidos em concentrações menores, abaixo das mulheres que ovulam. A progesterona demonstrou aliviar alguns sintomas de HSDD em mulheres transexuais, bem como outros tratamentos hormonais.  

### Interação de causas
Kaplan propôs que a disfunção sexual se baseava nos níveis intrapsíquico, interpessoal e comportamental.  Foram identificados quatro fatores que poderiam ter um papel no desenvolvimento da disfunção sexual: 1) falta de informações corretas sobre a interação sexual e social, 2) culpa ou ansiedade inconsciente em relação ao sexo, 3) ansiedade de desempenho e 4) falha na comunicação entre o parceiros. 

## Diagnóstico

### DSM-5
O DSM-5 lista os critérios diagnósticos incluindo um mínimo de três dos seguintes: 
1. Pouco interesse por sexo
2. Poucos pensamentos relacionados ao sexo
3. Diminuição do início e rejeição do sexo
4. Pouco prazer durante o sexo na maioria das vezes
5. Diminuição do interesse por sexo mesmo quando exposto a estímulos eróticos
6. Pequenas sensações genitais durante o sexo na maioria das vezes

### DSM-IV
Os critérios diagnósticos do DSM-IV (American Psychiatric Association 1994) foram:
1. incapacidade persistente ou recorrente de atingir, ou de manter até a conclusão da atividade sexual, uma resposta adequada de excitação sexual, de lubrificação e inchaço, [11]
2. a perturbação causa sofrimento acentuado ou dificuldade interpessoal, e
3. a disfunção sexual não é melhor explicada por outro transtorno do Eixo I (exceto outra disfunção sexual) e não é devida exclusivamente aos efeitos fisiológicos diretos de uma substância (por exemplo, uma droga de abuso, um medicamento) ou uma condição médica geral.

Marita P. McCabe observou:

Difficulties arise with this definition in terms of what constitutes an adequate lubrication-swelling response. There is no "gold standard" regarding the length of time it should take to become aroused or the level of arousal that should be achieved. These responses may vary from one woman to another and are dependent on a range of factors, which include her general mood when sexual stimulation commences and her partner's skill in stimulating her. There may also be differences in physiological and subjective levels of arousal, with some women reporting no feelings of sexual arousal despite evidence of vaginal vasocongestion and others reporting arousal in the absence of such evidence. The expectations and past experiences of clinicians and clients may also lead them to classify the same symptoms as female sexual arousal disorder in one woman but not in another.

### Subtipos
Existem vários subtipos de distúrbios da excitação sexual feminina. Eles podem indicar início: ao longo da vida (desde o nascimento) ou adquiridos. Podem basear-se no contexto: podem ocorrer em todas as situações (generalizadas) ou ser específicas de cada situação (situacional). 
O período de tempo em que o transtorno existe e até que ponto ele é específico do parceiro ou da situação, em vez de ocorrer em todas as situações, pode ser o resultado de diferentes fatores causais e pode influenciar o tratamento do transtorno. Pode ser devido a fatores psicológicos ou a uma combinação de fatores.

## Tratamento
O FDA aprovou a flibanserina  e a bremelanotida  para baixa libido sexual em mulheres.

## Crítica
Um problema com a definição atual do DSM-IV  é que a excitação subjetiva não está incluída. Muitas vezes não há correlação entre a excitação subjetiva e fisiológica das mulheres.  Com isto em mente, recentemente, o FSAD foi dividido em subtipos:
- Transtorno de excitação genital
- Transtorno Subjetivo de Excitação Sexual
- Transtorno Combinado de Excitação Genital e Subjetiva

O terceiro subtipo é o mais comum em ambientes clínicos. 
Uma crítica é que “os benefícios significativos dos medicamentos experimentais para as dificuldades sexuais das mulheres são questionáveis, e os conflitos de interesse financeiros dos especialistas que endossam a noção de uma condição médica altamente prevalente são extensos”. 
A professora de bioética e sociologia Jennifer R. Fishman argumenta que a categorização da disfunção sexual feminina como uma doença tratável só foi possível através da contribuição de investigadores clínicos académicos. Através da investigação etnográfica, ela acredita ter mostrado como os investigadores clínicos académicos forneceram a investigação científica necessária às empresas farmacêuticas para biomedicalizar a disfunção sexual feminina e, consequentemente, identificar um mercado de consumidores para a mesma. Ela questiona a ética profissional desta rede de intercâmbio entre investigadores e empresas farmacêuticas, uma vez que os ensaios de investigação clínica são financiados por empresas farmacêuticas e os investigadores recebem recompensas financeiras consideráveis pelo seu trabalho. Ela argumenta que as conferências onde são definidas a definição da doença e os critérios de diagnóstico e as pesquisas são apresentadas aos médicos também são eticamente ambíguas, pois também são financiadas por empresas farmacêuticas. 
Heather Hartely, da Portland State University, Oregon, critica a mudança da disfunção sexual feminina sendo enquadrada como um problema de excitação para um problema de desejo. Em seu artigo, "The 'Pinking' of Viagra Culture", ela afirma que a mudança do transtorno da excitação sexual feminina para o transtorno do desejo sexual hipoativo é indicativo de táticas de "propagação de doenças" por parte da indústria farmacêutica através de um esforço para combinar uma droga com algum subcomponente da classificação do DSM. 
Além disso, Leonore Tiefer, da Escola de Medicina da NYU, expressou preocupações de que o sucesso do Viagra, em combinação com a retórica feminista, estivesse a ser usado como um meio de acelerar a aceitação pública do tratamento farmacêutico do distúrbio da excitação sexual feminina. A justificativa por trás disso, diz ela, é que “a marca do Viagra teve sucesso em racionalizar tão completamente a ideia de correção e aprimoramento sexual através de pílulas que parece inevitável e justo que tal produto seja disponibilizado para mulheres”, dando uma justificativa apelo perigoso a "medicamentos não aprovados, embora prescritos off-label". 